# 382 (numero)
Trecentottantadue (382) è il numero naturale dopo il 381 e prima del 383.

## Proprietà matematiche
- È un numero pari.
- È un numero composto con 4 divisori: 1, 2, 191, 382. Poiché la somma dei divisori (escluso il numero stesso) è 194 < 382, è un numero difettivo.
- È un numero semiprimo.
- È un numero palindromo nel sistema di numerazione posizionale a base 9 (464).
- È un numero di Ulam.
- È un numero di Smith nel sistema numerico decimale.
- È parte della terna pitagorica (382, 36480, 36482).
- È un numero intero privo di quadrati.
- È un numero congruente.

## Astronomia
- 382P/Larson è una cometa periodica del sistema solare.
- 382 Dodona è un asteroide della fascia principale del sistema solare.

## Astronautica
- Cosmos 382 è un satellite artificiale russo.